# بنجامين إف. ويلسون
بنجامين إف. ويلسون (بالإنجليزية: Benjamin F. Wilson)‏ هو عسكري أمريكي، ولد في 1922 في فاشون في الولايات المتحدة، وتوفي في 1988 في هونولولو في الولايات المتحدة.